# Bellator 9
Bellator 9 foi um evento de MMA (artes marciais mistas) organizado pelo Bellator Fighting Championships, realizado no Monroe Civic Center, em Monroe, Luisiana nos Estados Unidos no dia 29 de maio de 2009. Foi transmitido nacionalmente nos EUA através de VT (video-tape) na noite seguinte, sábado 30 de maio, através de um acordo de exclusividade com a ESPN Deportes.